# Руші (Сучава)
Руші (рум. Ruși) — село у повіті Сучава в Румунії. Входить до складу комуни Форешть.
Село розташоване на відстані 325 км на північ від Бухареста, 35 км на південь від Сучави, 89 км на захід від Ясс.

## Населення
За даними перепису населення 2002 року у селі проживали 430 осіб, усі — румуни. Усі жителі села рідною мовою назвали румунську.